# Villa La Angostura
Villa La Angostura è una cittadina situata nella parte meridionale della province argentina di Neuquén, sulla sponda nord-occidentale del lago Nahuel Huapi. Ha una popolazione di circa 11 000 abitanti.
La cittadina è situata a metà strada fra San Martín de los Andes e San Carlos de Bariloche, nel Parco Nazionale Nahuel Huapi. La Angostura è considerata una delle principali attrazioni della Patagonia andina, per la città stessa, dalle caratteristiche costruzioni in legno strutturale, ma anche per la bellezza dei panorami nella regione circostante. Dalla parte opposta della città rispetto al Nahuel Huapi, si trova il Lago Correntoso. I due laghi sono collegati dal fiume Correntoso, lungo soltanto 200 metri, una delle principali mete per la pesca nei dintorni di Villa La Angostura. La panoramica Strada dei Sette Laghi (110 km) collega la città a San Martín de los Andes.

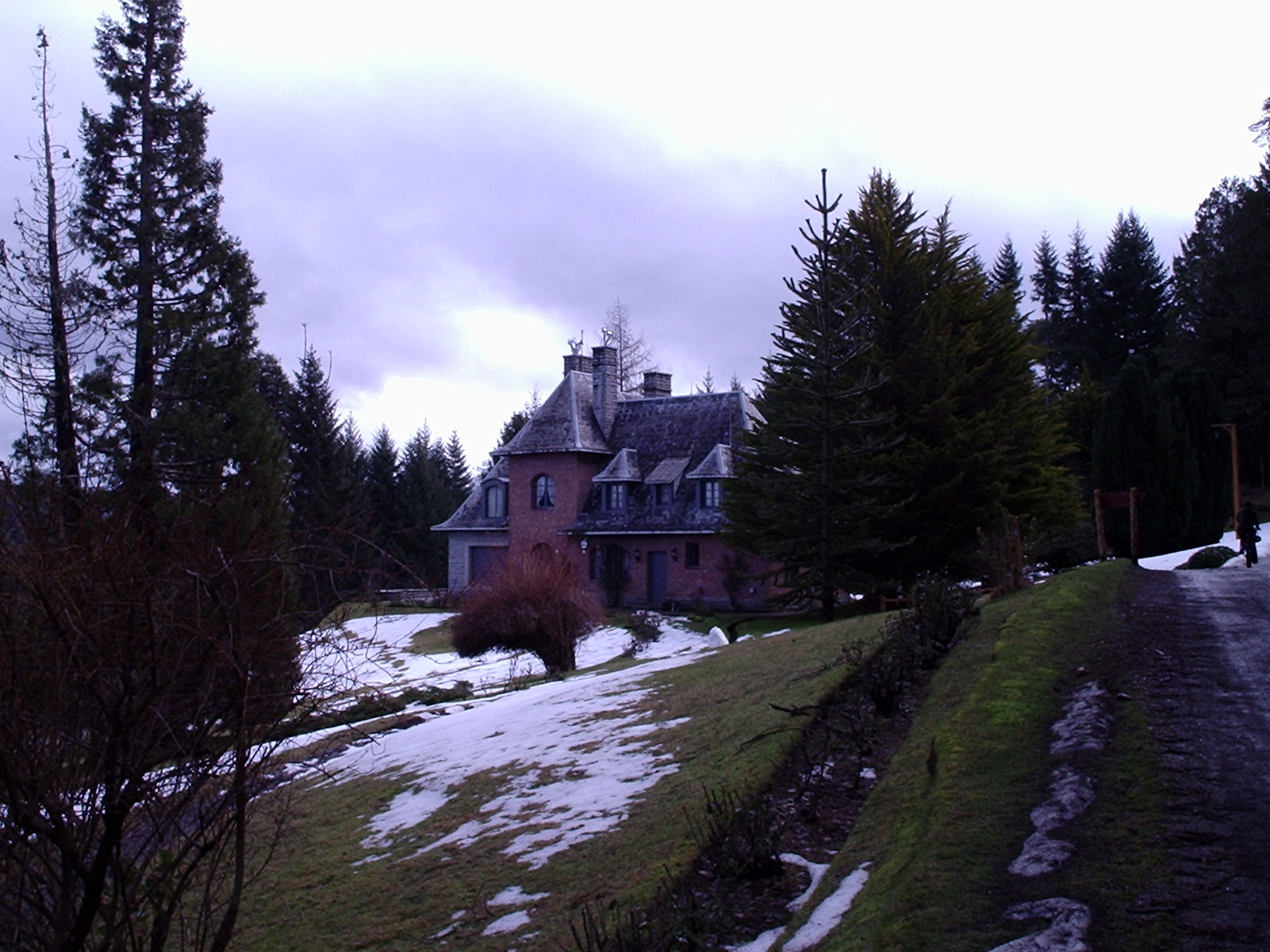
Residencia El Messidor.
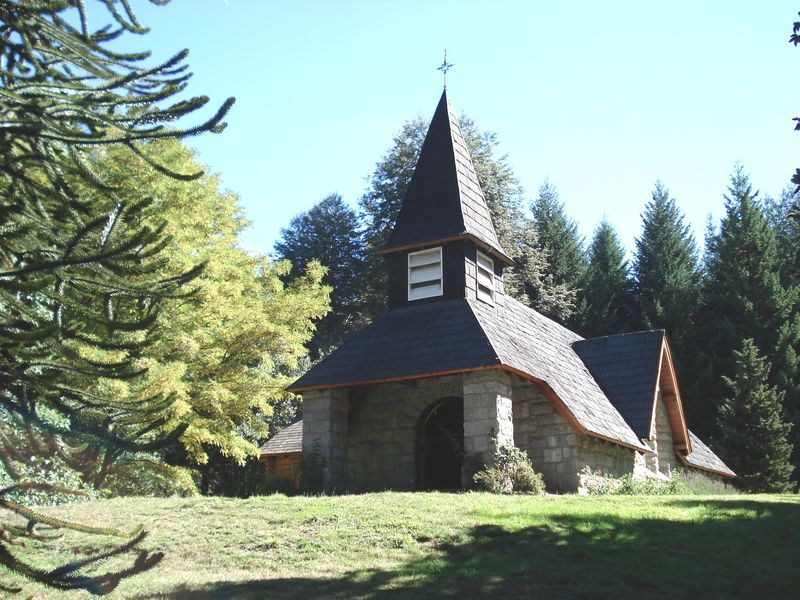
Capella Nuestra Señora Virgen de la Asunción, opera di Alejandro Bustillo.
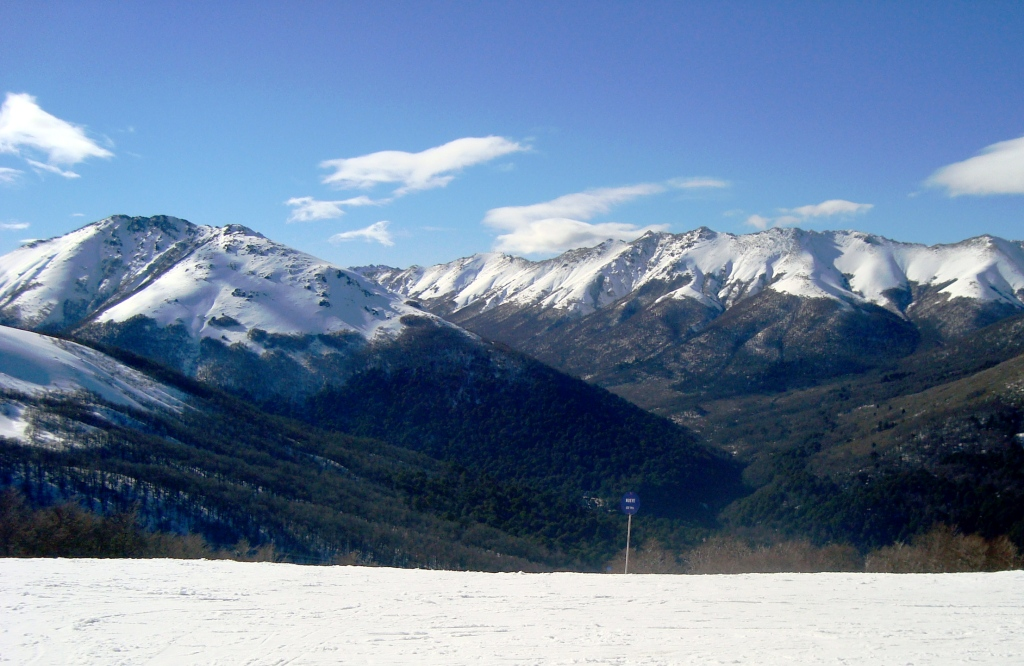
Pista di sci (d' estate) con veduta panoramica in Cerro Bayo (Neuquén).

L'architettura della cittadina segue uno stile prettamente alpino, con l'utilizzo del legno, la città fu fondata infatti da emigranti italiani, quasi tutti Bellunesi, tedeschi ed austriaci. È ricca di negozi di artigianato e prodotti alimentari locali, come il cioccolato, la carne di cervo e la trota.
Il microclima dell'area è temperato, con influenze dell'Oceano Pacifico, dalla parte opposta della Cordigliera delle Ande, sebbene in inverno vi siano abbondanti nevicate. Nelle vicinanze di La Angostura si trova la stazione sciistica di Cerro Bayo.